# Birgitta Hellerstedt
Märta Birgitta Hellerstedt Thorin, född Hellerstedt den 19 oktober 1927 i Håby i Bohuslän, död 14 december 1990 i Sankt Petri församling i Malmö, var en svensk skådespelare.
Hellerstedt Thorin utvecklade det svenska kyrkospelet under 1960-talet. Hon var dotter till Birger-Magnus Hellerstedt och  Märta Hellerstedt, född Gustavsson. År 1957 gifte hon sig med Ingemar Thorin, som blev kyrkoherde i Malmö. Hon hade sonen Lars Hellerstedt i en tidigare relation och i äktenskapet föddes Mats Hellerstedt Thorin. 
Birgitta Hellerstedt Thorin är gravsatt i minneslunden på Östra kyrkogården i Malmö.

## Filmografi
- 1948 – Solkatten
- 1955 – Sommarnattens leende
- 1955 – Het är min längtan
- 1956 – Vi vill, vi kan, vi skall

## Teater

### Roller (ej komplett)
| År   | Roll            | Produktion                                     | Regi                 | Teater            |
| ---- | --------------- | ---------------------------------------------- | -------------------- | ----------------- |
| 1953 | Primadonnan     | Sex roller söka en författare Luigi Pirandello | Ingmar Bergman       | Malmö stadsteater |
| 1954 | Den mörka Damen | Spöksonaten August Strindberg                  | Ingmar Bergman       | Malmö stadsteater |
| 1954 |                 | Den inbillade sjuke Molière                    | Lars-Levi Læstadius  | Folkparksturné    |
| 1954 | Fru Sørby       | Vildanden Henrik Ibsen                         | Lars-Levi Laestadius | Malmö stadsteater |
| 1955 | Lisa            | Trämålning Ingmar Bergman                      | Ingmar Bergman       | Malmö stadsteater |